# 인문학

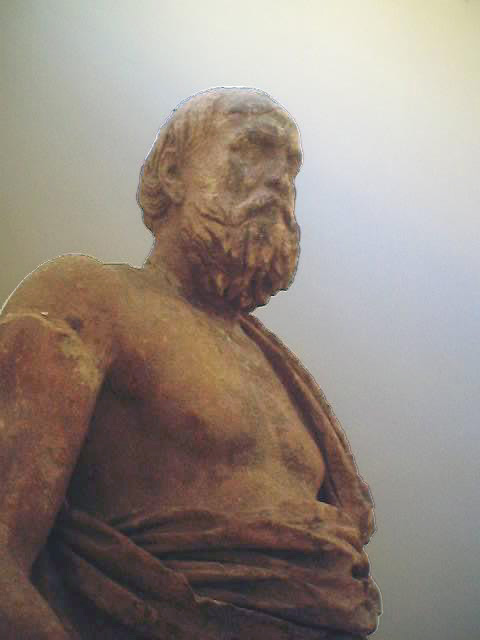
철학자 플라톤

인문학(人文學, 영어: humanities)은 인간과 인간의 근원문제, 인간의 문화에 관심을 갖거나 인간의 가치와 인간만이 지닌 자기표현 능력을 바르게 이해하기 위한 종합적인 연구 방법에 관심을  갖는 학문 분야로서 인간의 사상과 문화에 관해 탐구하는 학문이다. 자연과학과 사회과학이 경험적인 접근을 주로 사용하는 것과는 달리, 분석적이고 비판적이며 사변적인 방법을 폭넓게 사용한다.

## 역사
서양에서 인문학에 대한 연구는 시민들에 대한 광범위한 교육의 기준으로서, 고대 그리스까지 거슬러 올라갈 수 있다. 로마 시대 동안에, 4과(음악, 기하, 산술, 천문)와 함께, 3학(문법, 수사 그리고 논리)을 포함하여, 7가지의 자유 인문 학문의 개념이 만들어졌다. 이들 과목들은 인문학에서 기술들 또는 "행위의 방법들"로써 강조되어, 중세 교육의 중요한 부분이 되었다.
르네상스 시대에 하나의 중요한 전환이 발생했으며, 그때 인문학은 전통적인 분야로부터 문학 및 역사와 같은 분야로의 전환에 상응하는, 실용적이기보다 학문적인 성향이 큰 과목으로 간주되기 시작하였다.  20세기에는, 민주사회에서 평등원칙에 더 적합한 용어로써, 인문학을 재정의하려는 포스트모더니즘 운동에 의해 재차 논의되었다.

## 하위 분야

### 고전학

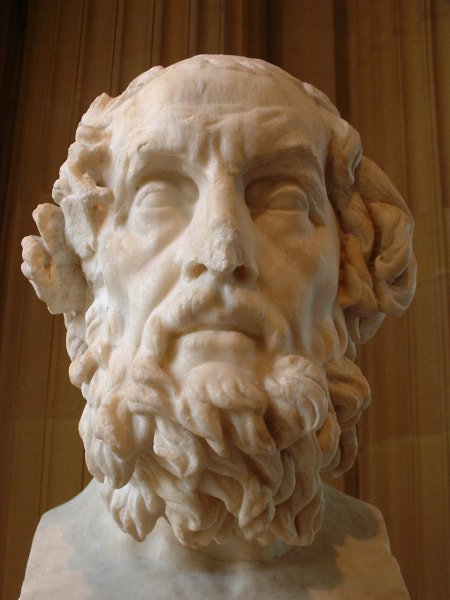
그리스 시인, 호메로스의 흉상

서양의 학문 전통에서 고전학은 고전고대의 문화, 즉 고대 그리스와 로마 문화로 불린다. 고전 연구는 예전에는 인문학의 토대의 하나로 간주되었으나, 20세기 동안에 그 중요성은 감소하였다. 그럼에도 불구하고, 철학과 문학과 같은 인문학에서 고전적 관념들의 영향은 여전히 강하게 남아있다. 다시 말하면, 고전은 초기 세계의 주요 문명에서 집필된 기본적인 책들이다. 서양 이외의 주요 전통에서, 고전은 인도에서는 베다와 우파니샤드, 중국에서는 공자와 노자 장자의 저서, 이집트의 사자의 서와 마찬가지로 메소포타미아에서는 함무라비 법전과 길가메시 서사시 등과 같은 책들을 가리킨다.

### 역사학
역사는 체계적으로 집적한 과거라 불리는 어떤 것에 대한 정보의 재창조이다. 일종의 학문 분야 이름으로 사용할 때, 역사학은 인간과 사회, 제도 그리고 시간의 흐름에 따라 변해 왔다 여겨지는 어떤 주제에 관한 연구와 해석, 재창조를 가리킨다. 역사에 대한 지식은 때로는, 지난 사건들에 대한 지식과 역사적 사고 기술의 두 가지 모두를 망라한다.
전통적으로 역사에 대한 연구는 인문학의 한 분야로 간주되었다. 그러나 근현대 학문에서 역사학은, 특히 미국과 프랑스에서, 연대기가 초점이 될 때는 점차 사회 과학으로 분류된다. 그러나 예를 들어 서울대학교는 역사학을 분명히 인문학으로 구분하여, 역사학의 인문학성을 강조하였다. 인문학과 사회과학 등과 같은 학문 분류는 다양한 학문분야 간의 융합의 결과인 역사학에 대한 지나친 협소한 정리이다.

### 언어
언어는 인류가 발전시킨 최고 수준의 정보체계인 동시에 의사소통수단이다. 고전과 근현대 언어들 각각에 대한 연구는 근대 인문학 연구의 뼈대를 형성한다. 언어에 대한 과학적 연구는 언어학으로 알려져 있고, 이는 하나의 사회 과학이다. 근대과학으로서의 언어학의 역사는 그리 길지 않으며 19세기 특히 독일을 중심으로 언어의 역사성과 민족성을 규명하는데 중심을 둔 역사언어학이 중심을 이루었으나 20세기 이후 르네 드 소쉬르에 의해서 언어를 기호체계로 이해하는 관점이 생겨나면서 소위 현대언어학이 발전하게 되었다. 언어에서의 변화는 다른 인문학에 엄청난 영향을 줄 수 있다.

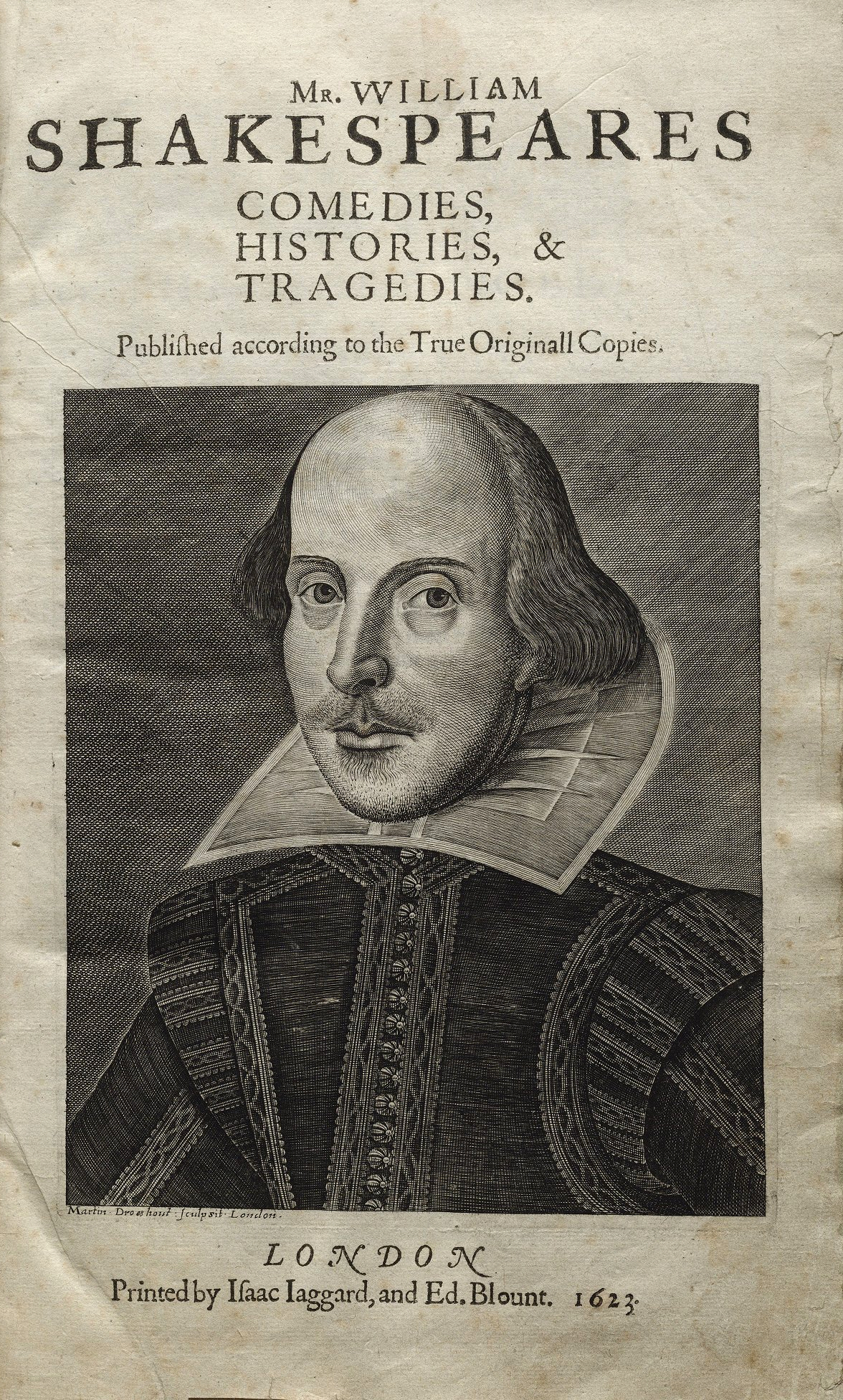
영문학에서 중요한 작품을 쓴 세익스피어

문학은 언어예술이며 달리 말하면 문예이다. 문예학은 예술학의 핵심이며 인문학의 중심학문 중 하나이다. 문학을 어떤 특정한 주제 주위의 소설과 시 그리고 희곡의 집합으로 볼 수 있다. 이 경우에, 소설과 시 그리고 희곡은 국민주의적 함의를 갖거나 혹은 그렇지 않을 수 있다. 서구의 정전(표준적 작품 또는 명작)은 일련의 그런 문학을 지칭한다. "literature"(문학)라는 용어는 그것을 사용하는 사람에 따라, 맥락에 따라 다른 의미를 지닌다. 그것은 어떤 상징적 기록을 의미하거나, 이미지들과 조각에서부터 문자에 이르기까지 모든 것을 망라하는 것으로 널리 적용될 수 있다. 사람들은 문학과 대중적인 형태의 작품 사이의 차이를 감지할 수도 있다. "본격 소설"과 "문학적 가치"라는 용어는 가끔 개별 작품들을 구별하는 용도로 쓰인다. 이전에는 순수문학만을 연구대상으로 삼았으며 현대에는 소위 대중문학 및 통속문학 또한 연구영역으로 흡수하는 추세다.

### 음악사학

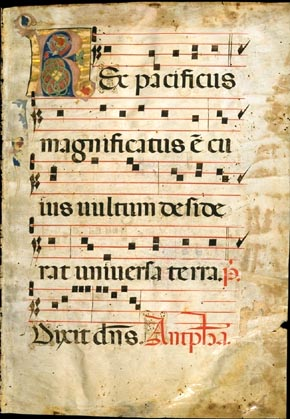
서양중세음악의 네우마기보법으로 기보된 성가 악보

음악은 시각매체인 악보로 기록된 소리예술이자 시간예술이다. 인간의 정신과 밀접히 닿아 있는 예술로 인간의 고도의 이성과 감성의 조화의 산물이기 때문에 음악과 음악의 역사, 음악을 통해서 본 역사에 대한 탐구는 인문학에서 필수적이다. 그렇기에 음악사학은 음악과 음악의 역사를 연구하는 학문으로 서양에서는 고대 그리스시대부터, 동양에서는 고대 중국과 인도 등에서부터 연구되던 가장 오랜 역사를 지닌 학문이다. 음악사학은 고대 그리스 시대를 거쳐 4과에도 포함되어 있었고 중세대학에서 자유 7과중 하나로 교육 및 연구되었으며 르네상스시대를 거쳐 19세기 포르켈 등을 위시한 독일을 중심으로 근대과학으로서의 인문학으로 발전되었다. 음악사학은 크게 지역적으로 서양음악사학과 동양음악사학, 한국음악사학 등으로 나뉘며 작곡가와 작품에 대한 연구라는 기본적인 영역에서 시작하여 음악이론과 분석담론 및 (소위 음악철학이나 음악미학으로 알려져 있는)사상, 장르와 사조의 변천, 악기의 연구, 음악과 문학 및 무용 등 타 예술장르와의 관계, 음악과 정치 사회 경제 문화와의 관계 등의 역사를 다룬다. 단 음악연주는 실기의 영역이기 때문에 일반적으로 학문의 대상으로 간주되지 않았다. 하지만 미술사학에서 화가의 역할이 있듯, 시각적 기록 매체인 악보를 해석하고 소리예술로 재현하는 것은 실기의 영역을 넘어선 학문의 영역이다.

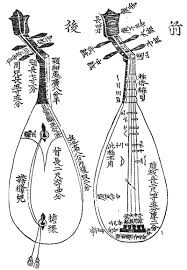
조선시대『악학궤범』 당부악기도설에 나오는 당비파

### 공연예술학
공연예술학은 무대 위에서 벌어지는 예술을 다루는 학문이다. 공연예술은, 예전에 예술가들이 매개물로써, 자신의 신체, 얼굴 그리고 존재를 사용하고, 나중에는 어떤 예술 대상을 창조하기 위해 구상되거나 변형될 수 있는 진흙, 금속 또는 물감과 같은 재료를 사용함에 있어서는 조형 예술과는 다르다. 공연예술은 곡예, 무용, 마술, 오페라, 뮤지컬, 텔레비전 드라마, 영화, 저글링, 연희, 취주 악단과 연극 등을 포함한다.
관객 앞에서 이런 예술을 공연하는 예술가들은 행위 예술가, 배우, 희극 배우, 무용가 등으로 불린다. 공연예술은 또한 작사와 각색과 같은 관련 분야 노동자들의 조력을 받는다. 무대 예술가들은 의상과 분장 등등과 같은 것으로 자신의 겉모습을 꾸미기도 한다. 이는 또한 예술가들이 자신의 작품을 관객에게 공연하는 면에서 미술의 특수한 형식이기도 하다. 이런 것을 행위 예술이라고 부른다. 대부분의 무대 예술은 또한 조형 예술 형식을 포함하는데, 여기에는 소품의 제작과 같은 것을 들 수 있다. 무용은 근대 무용 시대 동안에는 종종 "조형 예술"로 간주되었다.
연극
연극(그리스어 θέατρον)은 이야기와 연설, 몸짓, 춤, 소리와 스펙타클-사실 누구도 또는 나머지 무대 예술의 더 많은 요소-의 조합을 사용하여 청중 앞에서 이야기를 연기하는 무대 예술의 한 분야이다. 연극을 위한 대본을 희곡이라고 하며 이는 문학의 하위 장르 중 하나이다. 표준적인 이야기 대화 양식을 더하여, 연극은 오페라, 발레, 마임, 가부키, 고전 인도 무용, 중국 오페라, 가장극, 판토마임과 같은 형식을 취한다.
무용
춤은 일반적으로 인간의 움직임으로 간주되는데, 표현 형태의 하나로 사용되거나 또는 사회적, 정신적 또는 공연 장치에서 등장한다. 춤은 또한 인간과 동물(꿀벌의 춤, 교미를 위한 움직임), 무생물의 운동("바람때문에 잎들이 춤추는") 그리고 어떤 음악 형식 또는 음악 장르 사이의 비언어 의사소통(신체 언어 참조)의 방법을 기술하기 위해 사용되기도 한다. 안무는 춤을 만드는 예술이다. 그리고 이를 하는 사람은 안무가라고 부른다.
춤은 어떤 사회적, 문화적, 심미적, 미학적 그리고 도덕적 제약에 의존하느냐에 따라 그 정의들이 구성되며, 기능주의 운동(포크 댄스와 같은)에서부터 발레와 같이 일정한 틀에 따른 비르투오소 기술에 이르기까지 분포되어 있다. 스포츠에서, 체조와 피겨 스케이팅 그리고 싱크로나이즈드 스위밍은 무용 과목에 속하고, 게다가 무예 등도 종종 춤에 비유된다.

### 철학
고대 그리스에서 철학은 학문 그 자체, 고대 그리스에서 지혜에 대한 사랑을 의미했다<philosophy = philos(사랑하다) + sophia(지혜)>를 뜻하였고 전통상으로 철학은 세계와 인간과 사물과 현상의 가치와 궁극적인 뜻을 향한 본질적이고 총체스러운 천착을 뜻했다. 이에 더하여 현대철학은 철학에 기초한 사고인 전제나 문제 명확화, 개념 엄밀화, 명제 간 관계 명료화를 이용해 제 주제를 논하는 언어철학과 논리학에 상당한 비중을 둔다. 철학이라는 단어는 고대 희랍어의 필로소피아(φιλοσοφία, 지혜에 대한 사랑)에서 유래하였는데 여기서 지혜는 일상생활에서의 실용하는 지식이 아닌 인간 자신과 그것을 둘러싼 세계를 관조하는 지식을 뜻한다. 이를테면 세계관, 인생관, 가치관이 포함된다. 이런 일반 뜻으로서 철학은 어느 문화권에나 오래전부터 존재하여 왔다. 심지어 문자가 없는 사회에서도 세계를 향한 깊은 지혜는 발견된다. 서구화 이후, “철학”은 대체로 고대 희랍 철학에서 시작하는 서양철학 일반을 지칭하기도 하나 철학 자체는 동서로 분리되지 않는다. 《윤리 형이상학의 정초》의 첫 부분에서, 이마누엘 칸트는 고대 그리스 철학을 자연학과 윤리학 그리고 논리학의 세 학문으로 나눈다. 그것은 시간이 지남에 따라 - 17세기의 물리학(또는 자연 철학), 19세기의 심리학과 20세기의 인공 지능과 언어학에 이르기까지 - 개별 학문 분야로 분리되었다.

### 종교학

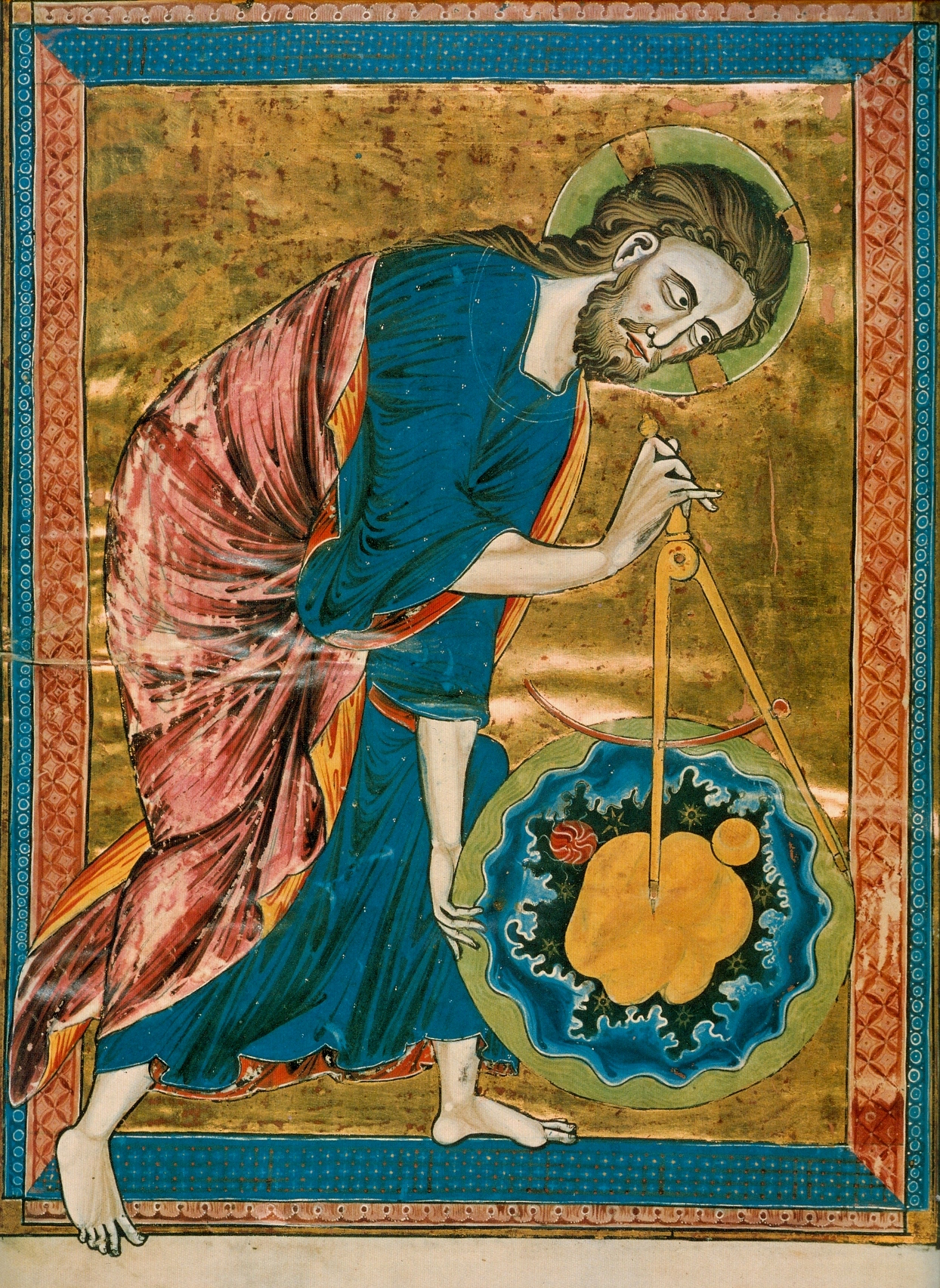
컴퍼스는 신의 창조 행위를 나타내는 하나의 상징이다.(13세기 사본)

대부분의 역사학자들은 종교의 기원을 신석기 시대까지 거슬러 올라가 탐색한다. 이 시기 동안의 대부분의 종교적 믿음은 모계 신과 하늘 신에 대한 숭배, 또한 신으로서의 해와 달에 대한 숭배(태양 신앙 참조)로 이루어져 있다.
특히 기원전 6세기경에, 동양과 서양 양쪽에서 새로운 철학과 종교가 나타났다. 시간이 흘러, 초기의 주요 신앙들 중의 일부가 된 인도의 힌두교와 불교, 페르시아의 조로아스터교와 같은, 세계 곳곳의 종교에서 다양한 변화가 생겨났다. 동양에서는, 3개의 유파가 근대에 이르기까지 중국인들의 지배적인 사상이었다. 그것들은 도가와 법가, 그리고 유가였다. 경지에 도달한 것으로 보이는 유교 전통은, 정치 도덕에서 법의 강제가 아닌 전통에 대한 권위와 모범 쪽을 향했다. 서양에서는, 플라톤과 아리스토텔레스의 작업으로 대표되는 그리스 철학 전통은 기원전 4세기에 알렉산드로스 대왕의 정복 전쟁에 의해 유럽과 중동에 이르기까지 널리 퍼지게 되었다.
아브라함 종교들은 하나의 공통된 고대 셈족 전통으로부터 유래한 종교들이다. 그리고 꾸란에서는 예언자로써, 그리고 또한 창세기 20장 7절에서도 예언자로 불리고, 히브리 성경/구약 성서에서 이야기가 전해지는 장로의 하나인 아브라함 (기원전 1900년경)을 신봉하는 이들에 의해 조사되었다. 이는 대규모의 일신교 종교들과 관련된 하나의 거대 집단을 형성하고, 일반적으로 세계 종교 신자의 약 절반에 해당하는 유대교, 기독교 그리고 이슬람교를 포괄한다.

### 미술사학
역사

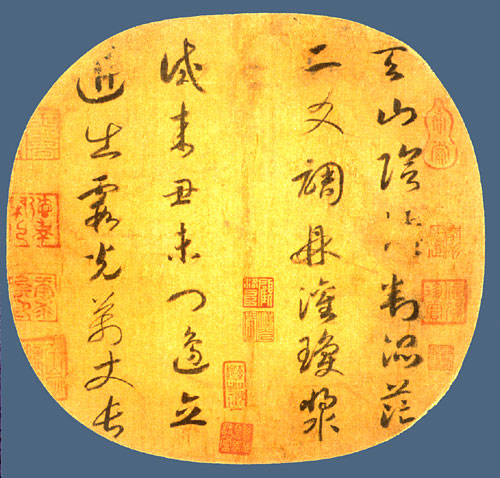
남송 황제 고종의 천산에 대한 사행시; 비단으로 된 부채 위에 쓴 4줄의 초서 글씨

미술에서의 뛰어난 전통들, 예를 들면 고대 이집트와 그리스 그리고 로마와 중국, 인도, 메소포타미아 메소아메리카와 같은 고대 문명들 가운데 하나인 미술에서 하나의 기초를 지닌다.
고대 그리스 미술은 인간의 신체적 형태에 대한 숭배와 근육, 자세, 미와 해부학적으로 정확한 비례들을 보여주기 위한 동등할 기술들의 개발을 고안했다. 고대 로마 미술은 이상화된 인간으로써 신들을 묘사했는 데,  특유의 구별되는 특징들을 보여준다(예를 들면 제우스의 천둥 번개).
교회가 지배한 중세 시대의 비잔틴 미술과 고딕 미술은 실체적 사실들이 아닌 성경적 표현만을 고집했다. 르네상스는 실체적 세계에 대한 가치로의 귀환을 의미하고, 이러한 전환은 인간 신체의 구체성과 풍경에 대한 삼차원적 실재성을 보여 주는 예술 양식으로 반영된다.
동양 미술은 일반적으로 서양의 중세 미술과 양식면에서 유사하게 작업되었다. 이를테면, 외면적 무늬와 부분적 색채 상의 농도(빛과 그림자 그리고 반사에 의해 일어나는 색채의 변주보다는 오히려, 붉은 색 관복을 위해 기본적 붉은 색을 사용하는 것처럼, 물체의 담백한 색채를 의미하는)이다. 이 양식의 특징은 부분적 색채가 종종 윤곽에 의해 정의된다는 것이다(현대 예술에서 이와 같은 것은 만화이다). 이것은 예를 들면 인도, 티베트, 일본의 미술에서 뚜렷하다.
종교적인 이슬람 미술은 도상학을 금지하고, 기하학을 통하는 것 대신에 종교적 관념들을 표현한다. 물리적이고 합리적인 확실성들은 아인슈타인에 의한 상대성이론과 프로이트에 의한 눈에 보이지 않는 심리학의 새로운 발견에 의해서뿐만 아니라 미증유의 기술적 진보에 의해서 산산이 깨져 버린 19세기 계몽주의에 의해 묘사되었다. 이 시기 동안에 증가한 세계적인 교류는 서양 미술 속에 다른 문화들도 동등한 영향력을 주게 했다.
매체의 종류
그림은 여러가지의 다양한 도구나 기술 중의 일부를 사용하여 이미지를 만드는 것을 의미한다. 일반적으로 도구를 가지고 표면에 압력을 가하거나 표시를 하는 것, 또는 표면을 가로질러 도구를 움직이는 것을 포함한다. 통상적으로 쓰이는 도구들은 흑연, 연필, 펜과 잉크, 붓, 색연필, 크레용, 숯, 파스텔 그리고 마커 펜 등이다. 이런 도구들과 비슷한 효과를 내는 디지털 도구들도 역시 사용된다. 그림에서 사용되는 주요 기술은 다음과 같다: 선 그리기, 해칭, 교차 해칭, 임의 해칭, 흩뿌리기, 점화, 뒤섞기. 그림에 뛰어난 사람은 "화가"로 간주한다.
회화

모나리자는 서양에서 가장 예술적인 작품이라고 인정받는 그림 중 하나이다.

회화는 용기(또는 매체)에 담긴 안료와 어떤 접착물을 종이, 캔버스 또는 벽과 같은 표면에 바르는 행위를 말한다. 그러나 예술적인 의미에서 사용될 때, 그것은 표현과 행위자의 관념적 의도를 드러내기 위하여 그림, 구도 그리고 미적인 고려 등을 조합하는 이런 활동의 사용을 의미한다. 회화는 또한 영적인 영감과 관념들을 표현하기 위해 사용된다; 그림의 이런 종류는 시스티나 성당의 도기에 신화적인 인물을 묘사하는 것에서부터 인간의 신체 자체에까지 걸쳐 있다.
색
음악에서 소리가 필수이듯이 그림에서는 색이 필수적이다. 색은 대단히 객관적이지만, 상당한 심리적 영향들의 아래에 놓여 있기 때문에 문화에 따라 색에 대한 파악과 의미 해석이 다를 수 있다. 서양에서는 검은색이 애도와 관련이 있지만 다른 지역에서는 흰색이 애도의 색일 수도 있다. 괴테, 칸딘스키, 아이작 뉴턴을 포함하는 일부 화가와 이론가, 작가 그리고 과학자들은 그들 스스로의 색 이론을 썼다. 게다가 언어의 사용은 색과 같은 것에 대한 유일한 일반화이다. 예를 들어, "빨강"이란 단어는 스펙트럼의 순수 빨강 상에서 폭넓은 범위에 걸쳐 있다. 음악에서 다조 또는 내림다조처럼, 다른 음들에 대한 기준이 있고, 색은 팬톤 시스템이 이런 목적으로서 산업의 인쇄와 디자인에 널리 쓰이고 있지만, 이런 방식으로 다른 색들에 대한 하나의 공식적인 정식화는 없다.
근대 화가들은, 예를 들어 콜라주와 같이, 회화에 포함되는 영역을 크게 확장했다. 이것은 큐비즘과 함께 시작되었고, 엄격한 의미에서는 그림이 아니다. 일부 근대 화가들은 그들 회화의 질감을 위해 모래, 시멘트, 밀짚 또는 나무와 같은 서로 다른 재료들을 집어 넣는다. 이런 예로는 장 두부펫 또는 안셀름 키퍼의 작품들을 들 수 있다. 근대 및 현대 미술은 역사적으로 기교에 가치를 두던 것에서 개념에 대한 옹호로 이동했다. 이 때문에 이것이 다수의 화가들에게 그들의 작품에 부분적으로든 전체적으로든 적용하는 것을 꺼리게 했음에도 불구하고, 일부에서는 진정한 미술 형식으로서의 회화는 죽었다라고 말해질 정도가 되었다.

## 같이 보기
- 심리학
- 자유과
- 인문사회 석사